# UGC 9503
Arp 64 = UGC 9503 ist eine Spiralgalaxie im Sternbild Bärenhüter, welche etwa 422 Millionen Lichtjahre von der Milchstraße entfernt ist. Die Galaxie interagiert am Ende ihrer Spiralarme mit einem kleineren Objekt hoher Flächenhelligkeit (PGC 214322 und SDSS J144522.63+192758.3) (Arp 64).
Halton Arp gliederte seinen Katalog ungewöhnlicher Galaxien nach rein morphologischen Kriterien in Gruppen. Diese Galaxie gehört zu der Klasse Spiralgalaxien mit einem kleinen Begleiter hoher Flächenhelligkeit auf einem Arm (Arp-Katalog).